# Guerre de Tripoli
Batailles
- Tripoli (1er)
- Port de Tripoli (1er)
- Tripoli (2e)
- Port de Tripoli (2e)
- Derna

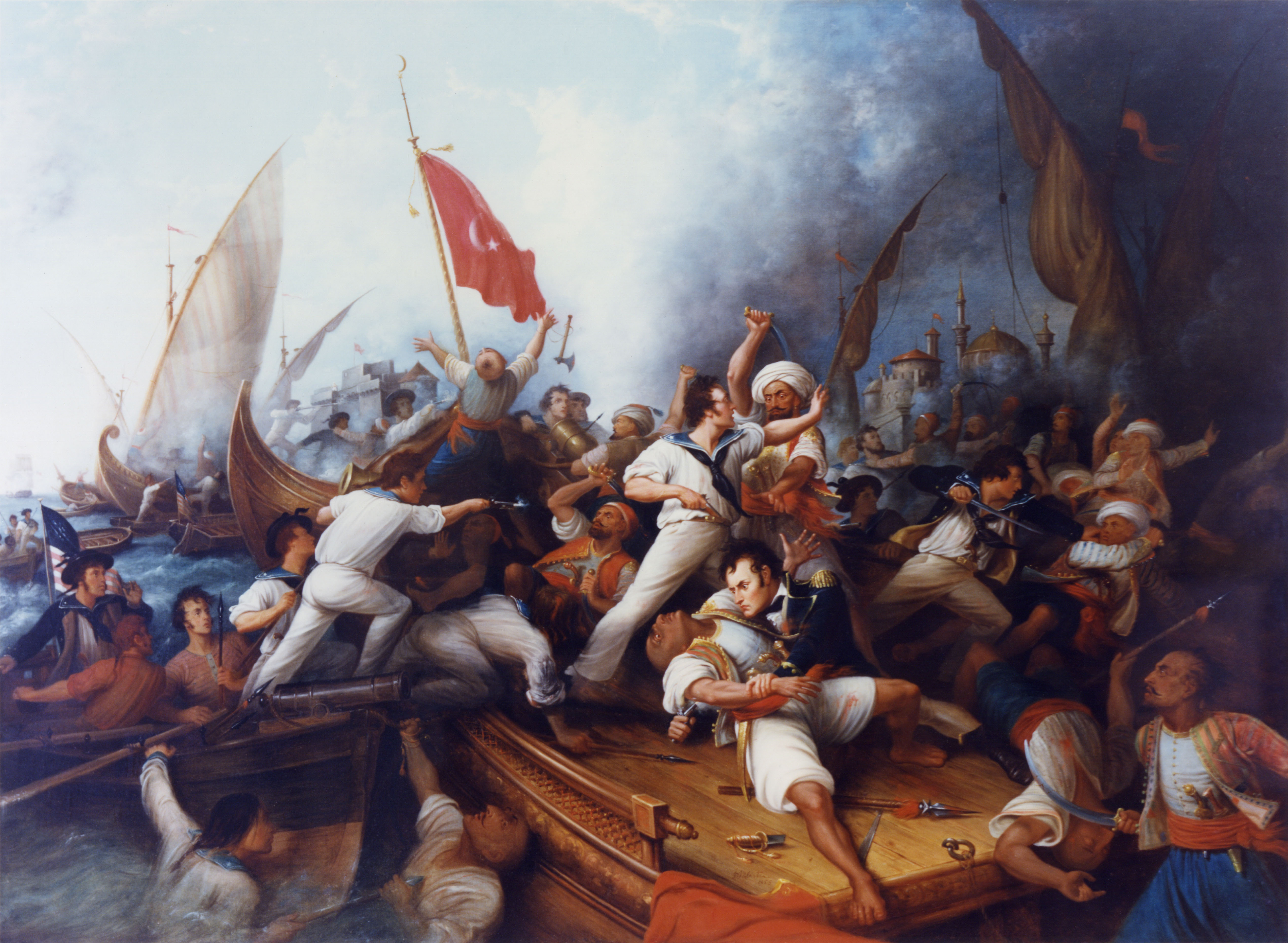
Stephen Decatur abordant un navire tripolitain durant une bataille navale, 3 août 1804.

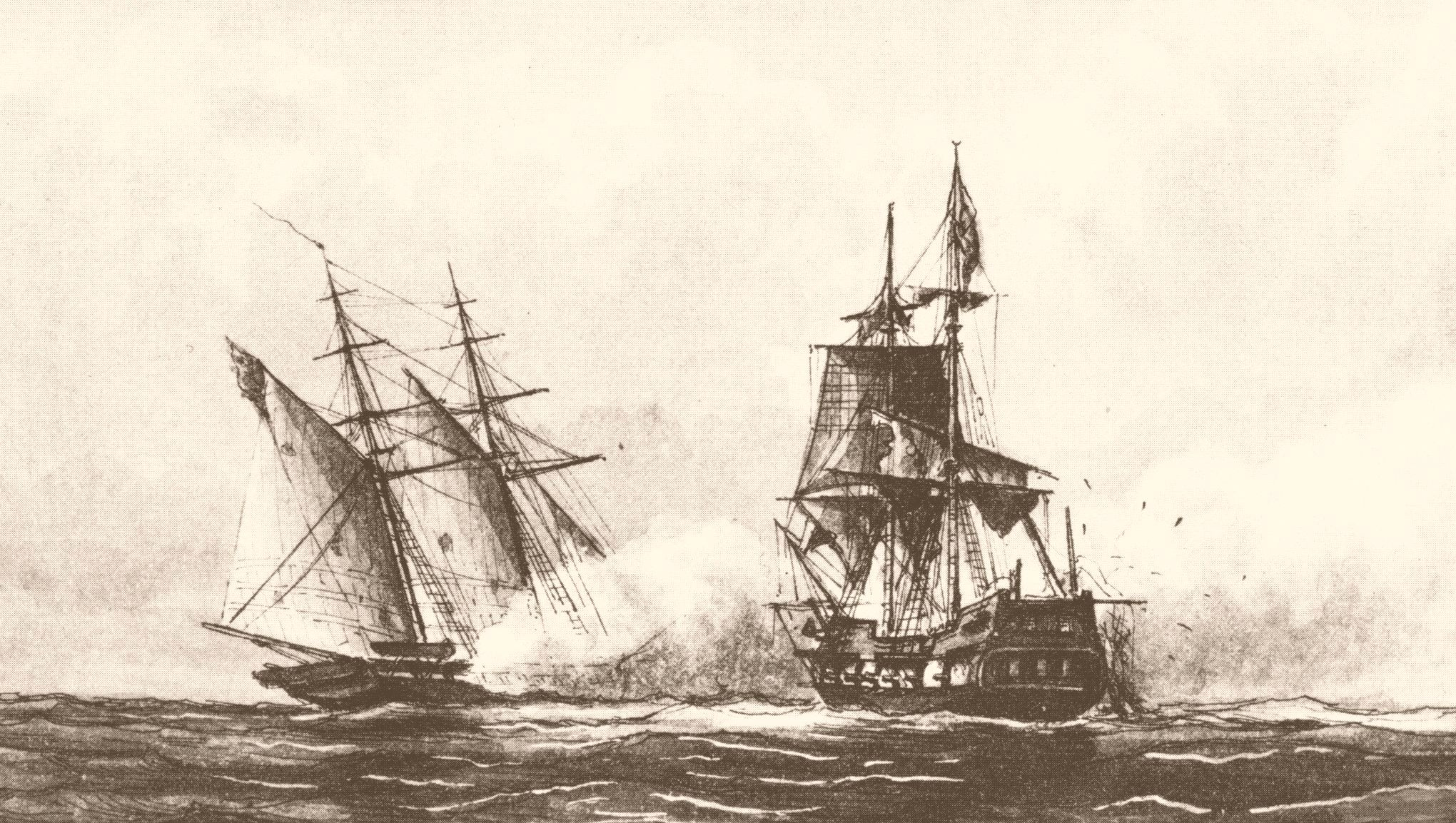
L' combattant un navire tripolitain, par William Bainbridge Hoff, 1878

La guerre de Tripoli (en anglais Tripolitan War), aussi appelée première guerre barbaresque (First Barbary War) ou guerre de la côte barbaresque (Barbary Coast War), est la toute première guerre déclarée et engagée par les États-Unis après leur indépendance, et la première de leurs deux guerres contre les États du Maghreb, alors connus sous le nom d'États barbaresques (les trois régences d'Alger, de Tunis et de Tripoli, — dans les faits quasiment indépendantes — de l'Empire ottoman).
Les raisons de cette guerre étaient que les pirates barbaresques saisissaient les navires marchands américains et tenaient les équipages en rançon, demandant ensuite aux États-Unis de payer un tribut. Le président des États-Unis, Thomas Jefferson, refusa de payer ce tribut. En outre, la Suède, qui était en guerre avec les Tripolites depuis 1800, et le royaume de Sicile participèrent à ce conflit aux côtés des États-Unis.
La guerre dura du 14 mai 1801 au 10 juin 1805.

## Contexte
Les pirates barbaresque d'Alger, de Tunis, de Tripoli, et du Maroc étaient les fléaux de la Méditerranée, capturant les navires marchands, et soumettant en esclavage, ou rançonnant les équipages. L'ordre trinitaire a opéré en France pendant des décennies avec la mission de collecter des fonds pour racheter les prisonniers de ces pirates. Selon Robert Davis, 1 250 000 Européens ont été capturés par les pirates barbaresques, et vendus en esclavage entre 1530 et 1780[réf. incomplète].
En mer Méditerranée, les nations d'Europe se voyaient dans l'obligation de payer un tribut aux États barbaresques (Tripoli, Tunis, Alger, Maroc) pour protéger leurs intérêts commerciaux sous peine de voir leurs navires attaqués par les corsaires barbaresques. À l'indépendance des États-Unis, les navires de commerce américains perdirent la protection de la Royal Navy.
En 1784, un navire américain, le Betsby, est capturé par des pirates marocains, son équipage est libéré après 6 mois de détention. En 1785, des pirates d'Alger capturent 2 navires américains : le Dauphin et le Maria. De 1786 à 1793 le Portugal fait la guerre aux États barbaresques, ce qui empêche toute nouvelle capture. En 1787, les Américains contactent l'ordre français des Mathurins connus pour ses négociations de rachats d'esclaves aux barbaresques depuis des siècles. Mais les pourparlers ne donnent rien : un seul Américain est libéré jusqu'en 1790, année de dissolution de l'ordre des Mathurins prononcée par la Révolution française. En 1793, le Portugal cesse sa guerre, et les États barbaresques continuent leur piraterie : 10 navires américains furent capturés pour la seule année 1793. Cette fois, les États-Unis réagissent : ils décident de payer le tribut, 2 millions de dollars de 1794 à 1800 pour libérer les équipages capturés, et signèrent différents traités (voir le traité de Tripoli, le traité de paix et d'amitié avec le bey d’Alger et celui avec le bey de Tunis). Mais en même temps, il fut décidé par le Naval Act of 1794 de construire des navires de guerre pour protéger le commerce américain : 6 frégates, prévues pour 1800,.
Quand le bey de Tripoli augmenta le montant de la protection en demandant 225 000 dollars de plus — le budget fédéral s'élevait à 10 millions de dollars en 1800 —, la tension s'accrut et les États-Unis, par la voix de leur nouveau président Thomas Jefferson, refusèrent de payer le tribut pour le passage de leurs navires en 1801. La flotte américaine était prête. Le bey de Tripoli incita alors ses alliés de Tunis et d'Alger à déclarer la guerre aux jeunes États-Unis qui semblaient lointains et encore fragiles.

## La guerre
Une escadre de l’United States Navy fut envoyée sur place. La nouvellement formée Mediterranean Squadron se composait de trois frégates et d'une goélette. Arrivée en juillet, elle bloqua Tripoli. La goélette Enterprise de l'United States Navy remporta le premier combat naval de Tripoli contre la polacre tripolitaine Tripoli le 1er août 1801.
Pendant ce temps, sur les côtes du Maroc, en réaction à la guerre contre la Tripolitaine, Moulay Slimane, sortant à peine d'une guerre, expulsa l’ambassadeur américain de Tétouan et déclara la guerre aux États-Unis.
La frégate USS Philadelphia s'échoua contre un récif le 31 octobre 1803. Son capitaine William Bainbridge dut se rendre et la frégate fut capturée pour être intégrée à la flotte du pacha de Tripoli. Le navire fut ensuite détruit dans le port de Tripoli le 16 février 1804, à l'occasion d'un raid audacieux mené par l’Intrepid. Six mois plus tard, un ketch tripolitain fut capturé sous le commandement de Stephen Decatur.
Ce succès militaire ne règle pas la question des attaques de piraterie, mais renforce la confiance des Américains pour leur marine encore balbutiante ; l'amiral Nelson, le futur vainqueur deux ans plus tard de la célèbre bataille de Trafalgar, couvre d’éloges l’entreprise. Cette opération est en outre perçue comme la première opération spéciale américaine en terre étrangère, préfigurant ce qui constitue la mission actuelle des « SEAL »  de la marine militaire américaine.
En mai 1804, William Eaton, ancien consul à Tunis, arrive à Tripoli, avec pour mission de destituer le pacha Youssouf Karamanli et sollicitant l'aide de son frère Hamet Karamanli, écarté du pouvoir et exilé en Égypte. Allant à la rencontre de ce dernier, il lui promet un retour au pouvoir et constitue un groupe de combattants de 500 mercenaires arabes et grecs, conseillés par le lieutenant Presley O’Bannon. Tripoli est bombardée les 3, 7 et 25 août et le 3 septembre 1804.
En avril 1805, l'armée de William Eaton et Hamet Bey prend d’assaut la forteresse de Derna, qui tombe en deux semaines, marquant la première victoire militaire américaine en terre étrangère. Cette action suffit pour inciter les dirigeants de Tripoli à signer un traité de paix ; William Eaton, reçoit l'ordre de ne pas aller jusqu'au bout de son plan (le renversement du pacha Youssouf Karamanli et son remplacement par son frère), et d'accepter un accord de paix proposé par leur ennemi vaincu. Condition de ce traité de paix, l'équipage de l'USS Philadelphia est libéré, marquant la fin de la première guerre barbaresque.

## Traité de paix et suites
Une seconde guerre barbaresque oppose en 1815 la marine américaine à la régence d'Alger pour compléter l'objectif de la première : la fin des attaques de corsaires barbaresques contre des navires marchands américains, et la liberté de circulation en Méditerranée de ces derniers. Cette guerre menée côté américain sous le commandement de Stephen Decatur, voit une victoire rapide au cours de deux batailles navales les 17 et 19 juin 1815. Cette deuxième guerre victorieuse contre l'empire ottoman permet aux États-Unis d'obtenir une indemnité de 10 000 dollars de la régence d'Alger, et un traité qui leur exclut tout tribut à venir, et leur reconnait le droit de transport maritime plein et entier en mer Méditerranée.